# Alix Dobkin
Pour les articles homonymes, voir Dobkin.
Alix Dobkin, née le 16 août 1940 et morte le 19 mai 2021, est une auteure-compositrice-interprète folklorique américaine, mémorialiste et militante féministe lesbienne. En 1979, elle a été la première musicienne féministe lesbienne américaine à faire une tournée de concerts en Europe.

## Biographie
Alix Dobkin est née à New York dans une famille juive communiste et a grandi à Philadelphie et à Kansas City.
Elle  est diplômée de Germantown High School (en) en 1958 et de la Tyler School of Art and Architecture (en) avec un Bachelor of Fine Arts en 1962.
En 1965, elle épouse Sam Hood qui dirigeait le Gaslight Cafe (en) de Greenwich Village. Tous deux ont déménagé à Miami et ont ouvert le club folk de Gaslight South, puis sont revenus à New York en 1968. Leur fille est née deux ans plus tard et l'année suivante, ils se sont séparés. Quelques mois plus tard, Alix Dobkin a fait son coming out en tant que lesbienne, ce qui était rare pour une personnalité publique à l'époque.
Ses mémoires, My Red Blood, ont été publiés par Alyson Books (en) en 2009.
Alix Dobkin apparait dans le documentaire Lesbiana : A Parallel Revolution de Myriam Fougère réalisé en 2012.

## Carrière
Alix Dobkin a commencé sa carrière en se produisant sur la scène du café de Greenwich Village en 1962. Elle a joué avec Bob Dylan et Buffy Sainte-Marie.
Depuis 1973, elle a publié un certain nombre d'albums ainsi qu'un recueil de chansons et a fait des tournées aux États-Unis, au Canada, en Angleterre, en Écosse, en Irlande, en Australie et en Nouvelle-Zélande pour promouvoir la culture et la communauté lesbiennes à travers la musique féminine.
Elle a été qualifiée de « women's music legend » par Spin, « pithy » par The Village Voice, « biting, inventive, imaginative » par le New Age Journal (en), « uncompromising » dans le New York Times Magazine, et « a troublemaker » par le FBI. Elle a acquis une renommée inattendue dans les années 1980 lorsque des comédiens tels que David Letterman et Howard Stern ont retrouvé son album Lavender Jane Loves Women et ont cité la chanson View From Gay Head à la radio.
En 1977, elle est devenue associée de l'organisation américaine à but non lucratif Women's Institute for Freedom of the Press (en) (WIFP). Elle est membre du comité directeur de l'Old Lesbians Organizing for Change (OLOC).

## Activisme
Alix Dobkin a été une ardente défenseuse de l'exclusion des femmes trans des espaces réservés aux femmes. Dans une lettre adressée au National Center for Lesbian Rights (en), elle a écrit : « For over twenty years men have declared themselves 'women,' manipulated their bodies and then demanded the feminist seal of approval from survivors of girlhood.... [My lyrics] are not 'oppressive' but refer to those of us who have a girlhood & a clitoris, & no one else », Ses attaques controversées contre la critique du postmodernisme (en), le sadomasochisme, le Transgender rights movement (en) et d'autres mouvements sont apparus dans plusieurs de ses écrits, comme Minstrel Blood. Son article « The Emperor's New Gender » a paru dans le journal féministe off our backs (en) en 2000.

## Discographie

### Albums
- Lavender Jane Loves Women, Women's Wax Works, Alix Dobkin (chant), Kay gardner (flûte), Patches Attom (basse) (1973)[16],[17]
- Living with Lesbians (1975)
- Xx Alix (1980)
- These Women (1986)
- Yahoo Australia!  Live from Sydney (1990)
- Love & Politics (compilation, 1992)
- Living with Lavender Jane (CD re-release of first two albums, 1998)

## Publications
- (Not Just A Songbook) (1978)
- Alix Dobkin's Adventures In Women's Music, Tomato Publications (1979)
- My Red Blood: A Memoir of Growing Up Communist, Coming Onto the Greenwich Village Folk Scene, and Coming Out in the Feminist Movement (2009)
- « March on Washington for Lesbian & Gay Rights: New Jewish Agenda Havdallah Service & Concert », Hot Wire, 4:2 (mars 1988), p. 20-21 [lire en ligne]
- « Hi Phranc, This Is Alix Calling », Hot Wire, 6:1 (janvier 1990), p. 16-18 [lire en ligne]
- « The Last Time I Saw Pop », in J. Ross, Karen Gibson, Joy D. Griffith, Old Lesbians and Their Brief Moments of Fame, Xlibris Corporation, 2012 lire sur Google Livres
- « ('Denny Tune') I'm Not Monogamous Anymore But… », in Marcia Munson, Judith Stelboum, The Lesbian Polyamory Reader: Open Relationships, Non-Monogamy, and Casual Sex, Routledge, 2013, p. 185-188
- Alix Dobkin et Sally Tatnall, « The Erasure of Lesbians », sur Old Lesbians Organizing for Change (OLOC), 29 janvier 2015

## Citation
- « The last stronghold (Lesbian) that did not need male approval for their identity was smashed. Not needing male approval is something the patriarchy will not allow. », The Erasure of Lesbians